# (34948) 4103 T-1
4103 T-1 (asteroide 34948) é um asteroide da cintura principal. Possui uma excentricidade de 0.14451120 e uma inclinação de 3.47124º.
Este asteroide foi descoberto no dia 26 de março de 1971 por Cornelis Johannes van Houten e Ingrid van Houten-Groeneveld e Tom Gehrels em Palomar.